# 梗花雀梅藤
梗花雀梅藤（学名：Sageretia henryi）为鼠李科雀梅藤属下的一个种。

## 扩展阅读
- 維基物種上的相關：梗花雀梅藤